# Norra skenet

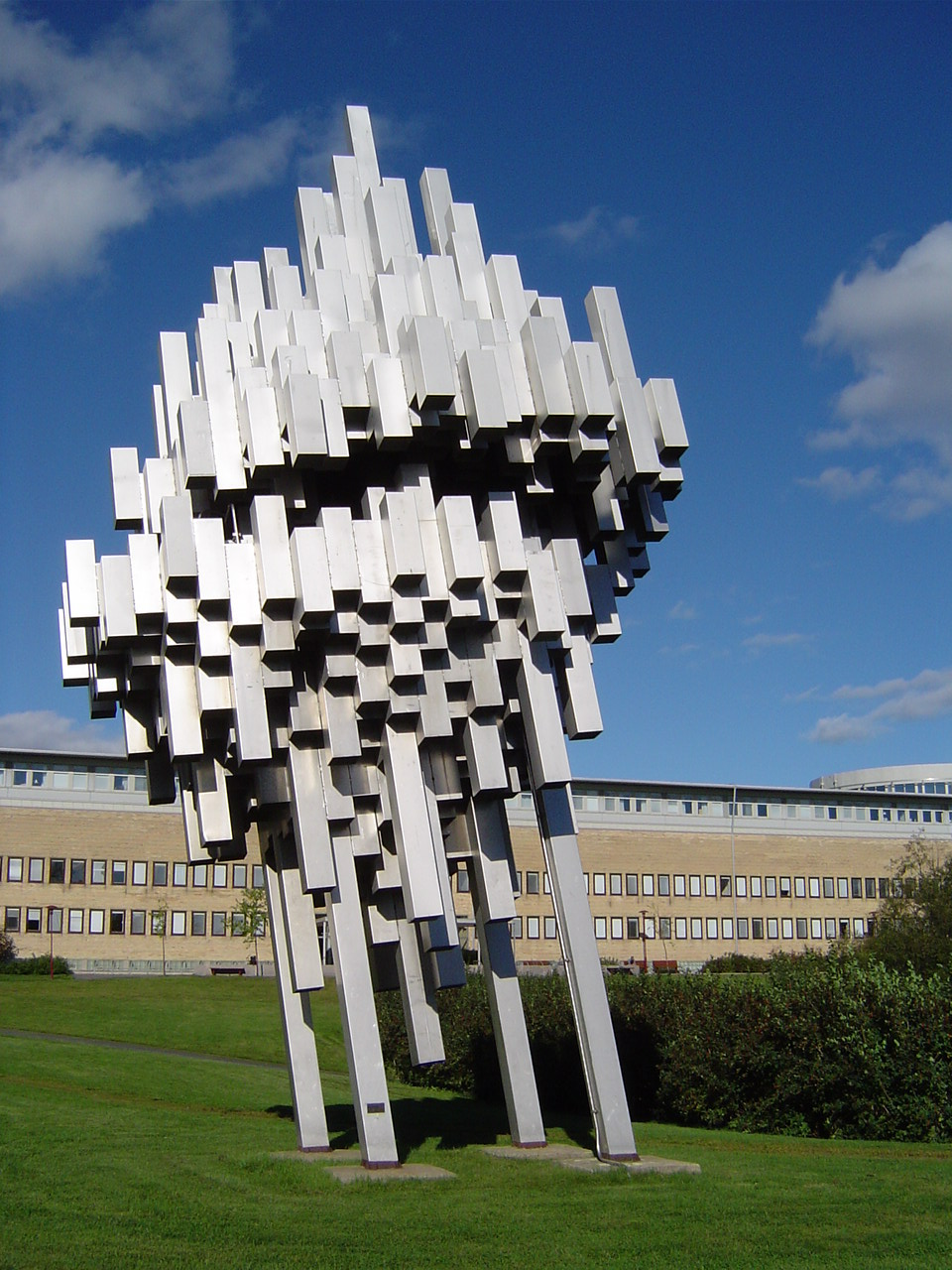
Norra skenet

Norra skenet ("Noorderlicht") is een sculptuur in Umeå van de Zweedse kunstenaar Ernst Nordin. Het beeld heeft een diagonale compositie met vier poten en bestaat uit gelaste vierkante buizen van gepolijst roestvrij staal en is voorzien van een koplamp.
Het beeld staat symbool voor de Universiteit van Umeå en wordt vaak afgebeeld in officiële publicaties van de universiteit. Met de sculptuur won Nodin in 1967 de eerste prijs van de landelijke wedstrijd voor de inrichting van de campus. Het beeld moest in 1995 verhuizen naar de huidige locatie om plek te maken voor het gebouw van de lerarenopleiding.